# Demel (pâtisserie)
Pour les articles homonymes, voir Demel.

Demel

La Hofzuckerbäckerei Demel, ou simplement Der Demel, est une pâtisserie et un chocolatier à Vienne, en Autriche.
Fondée en 1786 sur la Michaelerplatz par Ludwig Dehne, en 1857, elle est transmise par le fils du créateur August Dehne à Christof Demel qui déplace le commerce au Kohlmarkt. Le Demel s'y trouve encore dans son bâtiment d'origine au style baroque, le palais Blankenstein, à proximité de la Hofburg.
L'entreprise, auparavant fournisseur de la Cour Impériale et Royale d'Autriche-Hongrie, est dirigée par la famille Demel jusqu'en 1972 où Udo Proksch la rachète.
Udo Proksch est arrêté et condamné à la suite de la fraude à l'assurance du Lucona,.
En 1989, la Raiffeisen Zentralbank en est devenu la propriétaire avant, en 2002, que Do & Co (de) la reprenne.
L'entreprise s'est implantée à Salzbourg et New York par la suite.

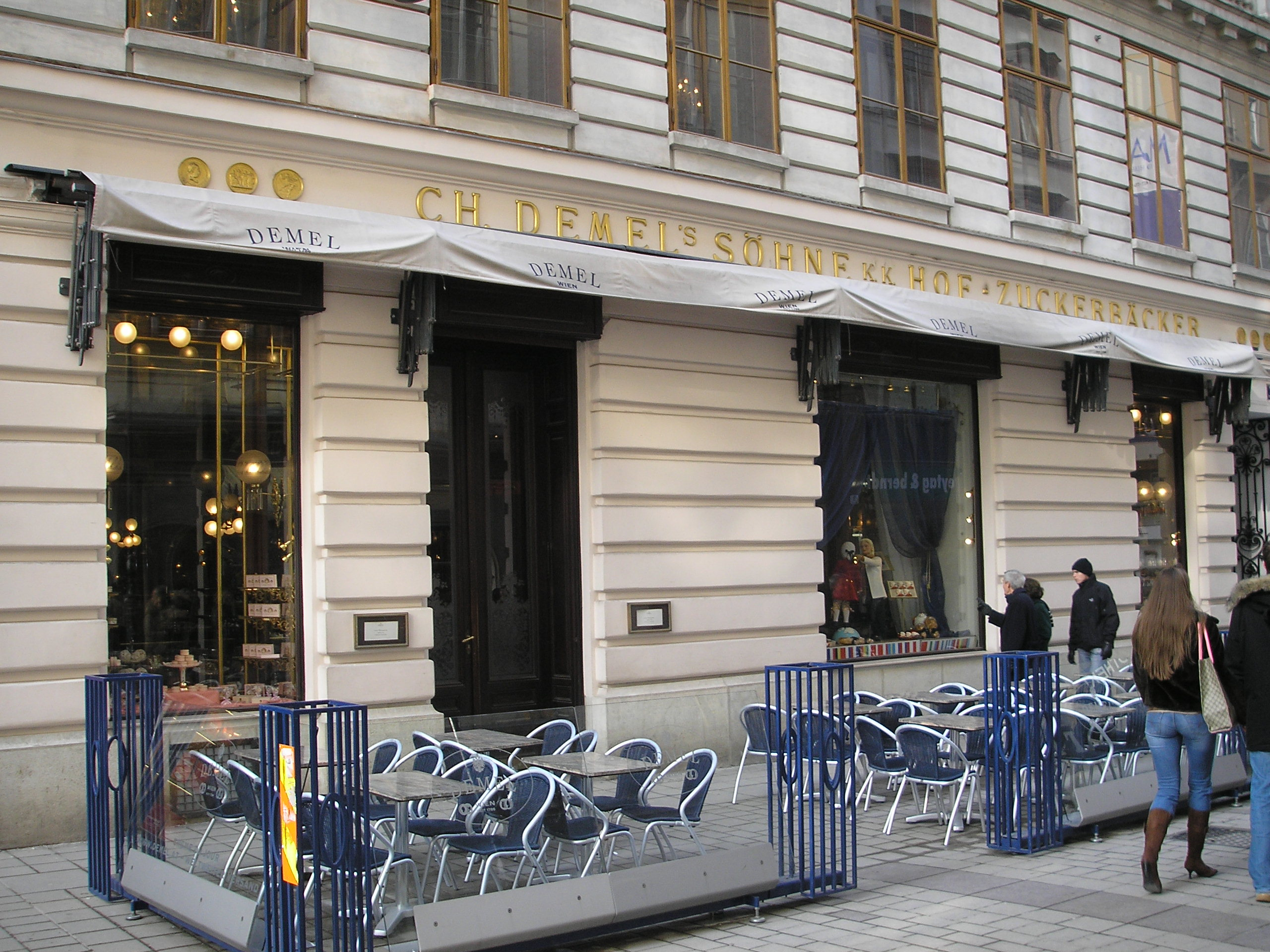
Demel à Vienne
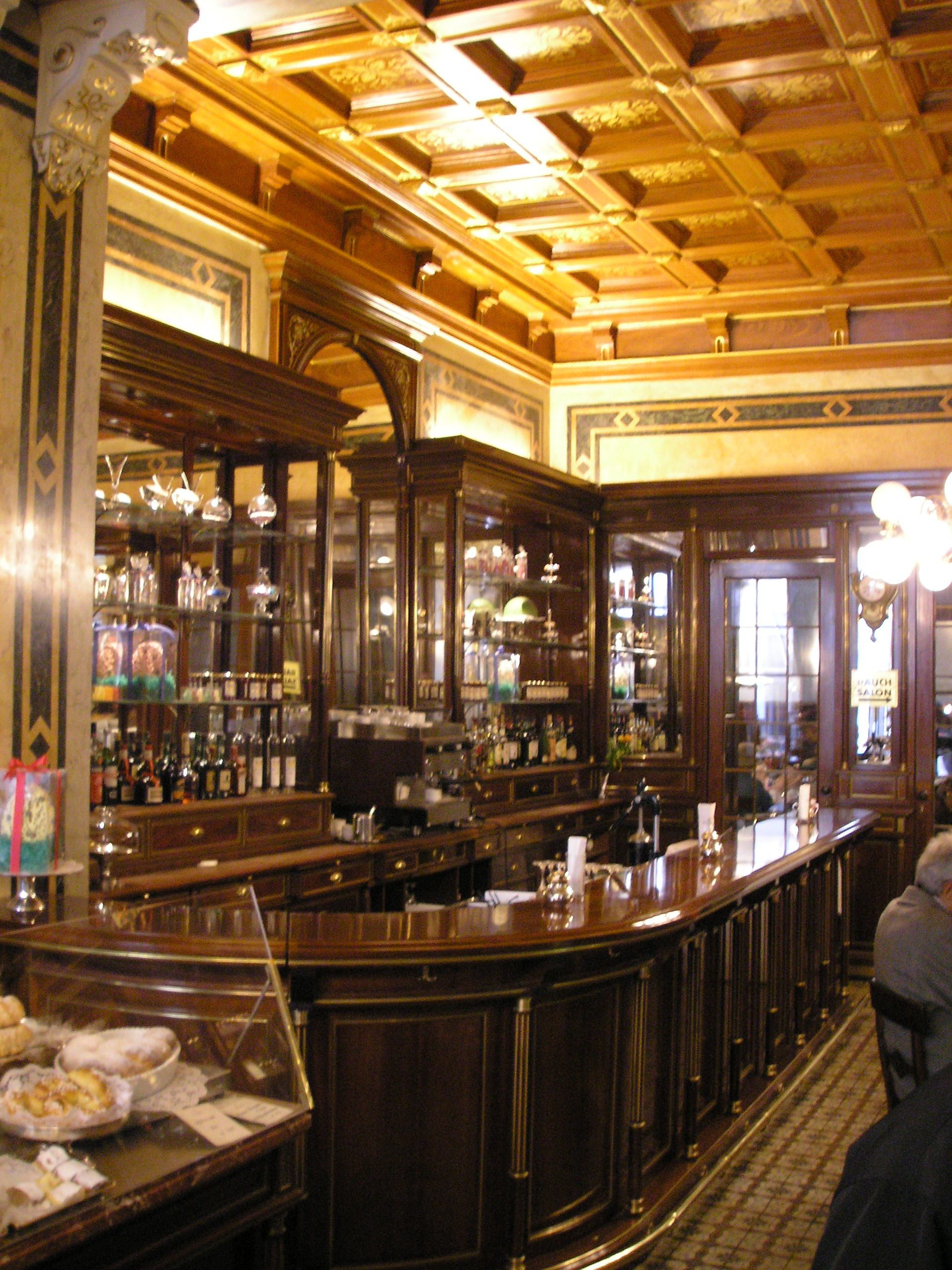
Intérieur du Demel de Vienne